# Carabus regulus
Carabus regulus es una especie de insecto adéfago del género Carabus, familia Carabidae. Fue descrita científicamente por C. A. Dohrn en 1882.
Habita en China, Kazajistán y Kirguistán.